# Дубински интервју
Дубински интервју је врста клиничког интервјуа у којој интервјуиста на основу невербалног понашања и одговора интервјуисаног, закључује о дубинским структурама и динамици (несвесне жеље, комплекси, конфликти, механизми одбране) личности испитиваног.